# Reserva natural de Gäddevik
La reserva natural de Gäddevik (en sueco: Gäddeviks naturreservat) es una zona natural protegida ubicada en la parroquia de Fjärås, municipio de Kungsbacka, provincia de Halland, Suecia.
La reserva está rodeada de dos cabos boscosos que se adentran en la orilla sur del lago Lygner. El área está protegida desde 1984 y tiene una extensión de 37 hectáreas.
La zona está formada principalmente por bosques de hayas y bosques caducifolios. Gäddevik tiene una rica vida silvestre, entre la que se encuentran una gran variedad de criptogamflora con especies en peligro de extinción como el liquen granulado, el musgo de cebada y el liquen rosado. Dentro de la parte norte de la reserva hay una ruta de senderismo, al igual que una playa de arena y acantilados.